# Trentepohlia centrofuscoides
Trentepohlia centrofuscoides är en tvåvingeart som beskrevs av Alexander 1972. Trentepohlia centrofuscoides ingår i släktet Trentepohlia och familjen småharkrankar.
Artens utbredningsområde är Etiopien. Inga underarter finns listade i Catalogue of Life.